# Scatopsciara curvatibia
Scatopsciara curvatibia är en tvåvingeart som beskrevs av Yang, Zhang och Yang 1993. Scatopsciara curvatibia ingår i släktet Scatopsciara och familjen sorgmyggor.
Artens utbredningsområde är Guizhou (Kina). Inga underarter finns listade i Catalogue of Life.